# Burn proof
In informatica, il Burn Proof (acronimo di Buffer Under Run-Proof), chiamato anche JustLink, Seamless Link è una tecnologia presente in alcuni masterizzatori che permette di evitare il verificarsi dell'errore di Buffer under run, ovvero dello svuotamento del buffer di trasferimento dati verso il masterizzatore.
Tale tecnologia in pratica non evita l'errore ma solo le sue conseguenze, sospendendo temporaneamente la masterizzazione e riportando il laser di scrittura nel punto ove si era interrotto.
Nella pratica ciò è realizzato con l'adozione di memorie di buffer interne al masterizzatore e con sofisticate applicazioni firmware per il posizionamento del laser.